# 京町通 (名古屋市)

京町通（きょうまちどおり）は、名古屋市中区を東西に走る通り。

## 概要
道路が碁盤の目状に区画された名古屋市中心部を東西に走る通りで、西端が木挽町通、東端が久屋大通となる。

## 沿道の施設
- 東横イン
- アルペン本社
- ホテル・アイリス愛知
- 本町公園
- 中日病院
- 名古屋市立名城小学校
- 大津町郵便局

## 交差する道路
- 交差点
  - 名称および括弧書きで信号と示してある交差点は、信号のある交差点。
  - 矢印で示した交差点は、その方向に一方通行となっている通り。
- 行
  - →：東方向への一方通行

| 交差する道路 | 交差点   | 交差点       | 行 |
| ------------ | -------- | ------------ | -- |
| 木挽町通     | （信号） | 丸の内一丁目 | →  |
| 皆戸通       | ↑        | 丸の内一丁目 | →  |
| 御園通       | ↓        | 丸の内一丁目 | →  |
| 伏見通       |          | 丸の内一丁目 | →  |
| 桑名町通     | ↑        | 丸の内二丁目 | →  |
| 長島町通     | ↓        | 丸の内二丁目 | →  |
| 長者町通     | ↑        | 丸の内二丁目 | →  |
| 本町通       | （信号） | 丸の内二丁目 | →  |
| 七間町通     | ↑        | 丸の内三丁目 | →  |
| 呉服町通     | ↓        | 丸の内三丁目 | →  |
| 伊勢町通     | ↑        | 丸の内三丁目 | →  |
| 大津通       | （信号） | 丸の内三丁目 | →  |
| 久屋大通     | （信号） | 丸の内三丁目 | →  |